# أل كوروين
أل كوروين (بالإنجليزية: Al Corwin)‏ هو لاعب كرة قاعدة أمريكي، ولد في 3 ديسمبر 1926 في نيوبورغ في الولايات المتحدة، وتوفي في 23 أكتوبر 2003 في جنيف في الولايات المتحدة.

## وصلات خارجية
- أل كوروين على موقع دوري كرة القاعدة الرئيسي (الإنجليزية)
- أل كوروين على موقعبيزبول رفرنس.كوم (الدوري الرئيسي) (الإنجليزية)
- أل كوروين على موقعبيزبول رفرنس.كوم (الدوري الثانوي) (الإنجليزية)